# 源潭抗战纪念碑
源潭抗战纪念碑，位于中国广东省清远市清城区源潭镇青龙村，为清城区文物保护单位，类型为近现代重要史迹及代表性建筑，公布时间为2002年5月。
源潭抗战纪念碑的历史年代为1940年。